# Itame atlantis
Itame atlantis là một loài bướm đêm trong họ Geometridae.